# Скачиха (Саратовская область)
Скачиха — село в Ртищевском районе Саратовской области в составе Краснозвездинского муниципального образования.

## География
Находится на расстоянии примерно 27 километров по прямой на запад-юго-запад от районного центра города Ртищево.

## История
Основано в 1730-х годах. Селом владело несколько помещиков. В 1749-1752 годах построена Михайловская церковь, в 1900 Николаевская. На момент отмены крепостного права хозяином Скачихи был князь Дмитрий Петрович Волконский, в селе насчитывалось 111 дворов, 887 жителей. В советское время работали колхозы "Новый мир", "Пробуждение" и "Вперёд".

## Население
Постоянное население составило 174 человека (русские 93%) в 2002 году, 146 в 2010.